# Temporada 1985 del Campeonato de España de Rally de Tierra
La temporada 1985 fue la 3.º edición del Campeonato de España de Rally de Tierra. Comenzó el 20 de abril en el Rally RACE Málaga y terminó el 30 de noviembre en el Rally RACE Madrid.

## Calendario
| N.º | Fecha           | Prueba                                     | Notas |
| --- | --------------- | ------------------------------------------ | ----- |
| 1   | 20 de abril     | Rally RACE Málaga                          |       |
| 2   | 25 de mayo      | Rally RACE Lugo                            |       |
| 3   | 26 de junio     | 1.º Rally RACE Coca-Cola Ciudad de Badajoz |       |
| 4   | 31 de agosto    | Rally RACE Jérica                          |       |
| 5   | 5 de octubre    | Rally RACE Soria                           |       |
| 6   | 1 de noviembre  | Rally RACE-RACC de Catalunya               |       |
| 7   | 30 de noviembre | Rally RACE Madrid                          |       |

## Equipos
| Equipo              | Vehículo             | Piloto             | Copiloto         | Rondas           |
| Equipos privados    | Equipos privados     | Equipos privados   | Equipos privados | Equipos privados |
| ------------------- | -------------------- | ------------------ | ---------------- | ---------------- |
| Philips Auto Radio  | Renault 5 Turbo      | Guillermo Barreras | Luis Barreras    | 1-4, 6-7         |
| Philips Auto Radio  | Renault 5 Turbo      | Guillermo Barreras | Laudelino Tello  | 5                |
| RACE                | Opel Manta 400       | Juan Carlos Oñoro  | Juanjo Lacalle   | 1-7              |
| Klippan Competición | Talbot Sunbeam Lotus | Isidro Oliveras    | Eva Jorba        | 1-3, 5, 7        |
| Klippan Competición | Porsche 911          | Isidro Oliveras    | Eva Jorba        | 6                |
| RACC Motorsport     | SEAT 124 Proto       | Josep María Servià | Lluis Corominas  | 1-7              |
|                     | Opel Ascona          | Claudio Aldecoa    | Iñigo Botella    | 3                |
| Marian Inunciaga    | Opel Ascona          | Claudio Aldecoa    | 4-7              |                  |

## Clasificación

### Campeonato de pilotos
| Pos. | Piloto              | 1   | 2   | 3   | 4   | 5   | 6   | 7   | Puntos |
| ---- | ------------------- | --- | --- | --- | --- | --- | --- | --- | ------ |
| 1.   | Guillermo Barreras  | 1   | 1   | Ret | Ret | 1   | 1   | 2   | 153    |
| 2.   | Juan Carlos Oñoro   | Ret | 2   | 1   | Ret | 4   | 2   | 1   | 136    |
| 3.   | Isidro Oliveras     | 2   | 20  | 7   |     | 2   | Ret | 5   | 94     |
| 4.   | Josep María Servià  | 3   | 5   | Ret | 1   | Ret | Ret | 3   | 90     |
| 5.   | Claudio Aldecoa     | Ret | ?   | 6   | 4   | 6   | 4   | 13  | 86     |
| 6.   | Ignacio Sunsundegui | 5   | 7   | Ret | 3   | 3   | Ret |     | 84     |
| 7.   | Joan Arnella        | 8   | 11  | 8   | 6   | 7   | 6   | 11  | 82     |
| 8.   | José Couret         | 4   | 3   | 3   | Ret | Ret | Ret | 4   | 76     |
| 9.   | Antonio Rius        | Ret | Ret | 2   | 2   |     | 3   | 8   | 73     |
| 10.  | Luis Verdú          | 6   | 8   | Ret | Ret | Ret | 5   | Ret | 53     |

### Campeonato de copilotos
| Pos. | Copiloto          | Puntos |
| ---- | ----------------- | ------ |
| 1.   | Juanjo Lacalle    |        |
| 2.   | Luis Barreras     |        |
| 3.   | Eva Jorba         |        |
| 4.   | Lluis Corominas   |        |
| 5.   | José M. Larrinaga |        |
| 6.   | Maurici Palauzié  |        |

### Agrupación I - Clase 7
| Pos. | Piloto        | Puntos |
| ---- | ------------- | ------ |
| 1.   | Borja Moratal |        |

### Agrupación I - Clase 8
| Pos. | Piloto   | Puntos |
| ---- | -------- | ------ |
| 1.   | L. Verdú |        |

### Agrupación I - Clase 9
| Pos. | Piloto          | Puntos |
| ---- | --------------- | ------ |
| 1.   | Claudio Aldecoa |        |

### Agrupación II
| Pos. | Piloto             | Puntos |
| ---- | ------------------ | ------ |
| 1.   | Guillermo Barreras |        |

### Agrupación III
| Pos. | Piloto              | Puntos |
| ---- | ------------------- | ------ |
| 1.   | Ignacio Sunsundegui |        |

### Agrupación IV
| Pos. | Piloto     | Puntos |
| ---- | ---------- | ------ |
| 1.   | J. Arnella |        |

### Campeonato femenino
| Pos. | Piloto    | Puntos |
| ---- | --------- | ------ |
| 1.   | B. Kaibel |        |

### Copilotos femeninos
| Pos. | Piloto     | Puntos |
| ---- | ---------- | ------ |
| 1.   | Susi Cabal |        |